# Bodianus trilineatus
 Bodianus trilineatus és una espècie de peix de la família dels làbrids i de l'ordre dels perciformes.

## Morfologia
Els mascles poden assolir els 28 cm de longitud total.

## Distribució geogràfica
Es troba des del Golf d'Aden fins a Sud-àfrica.